# 10356 Rudolfsteiner
10356 Rudolfsteiner (1993 RQ4) là một tiểu hành tinh vành đai chính được phát hiện ngày 15 tháng 9 năm 1993 bởi E. W. Elst ở Đài thiên văn Nam Âu.